# Cầu Rialto

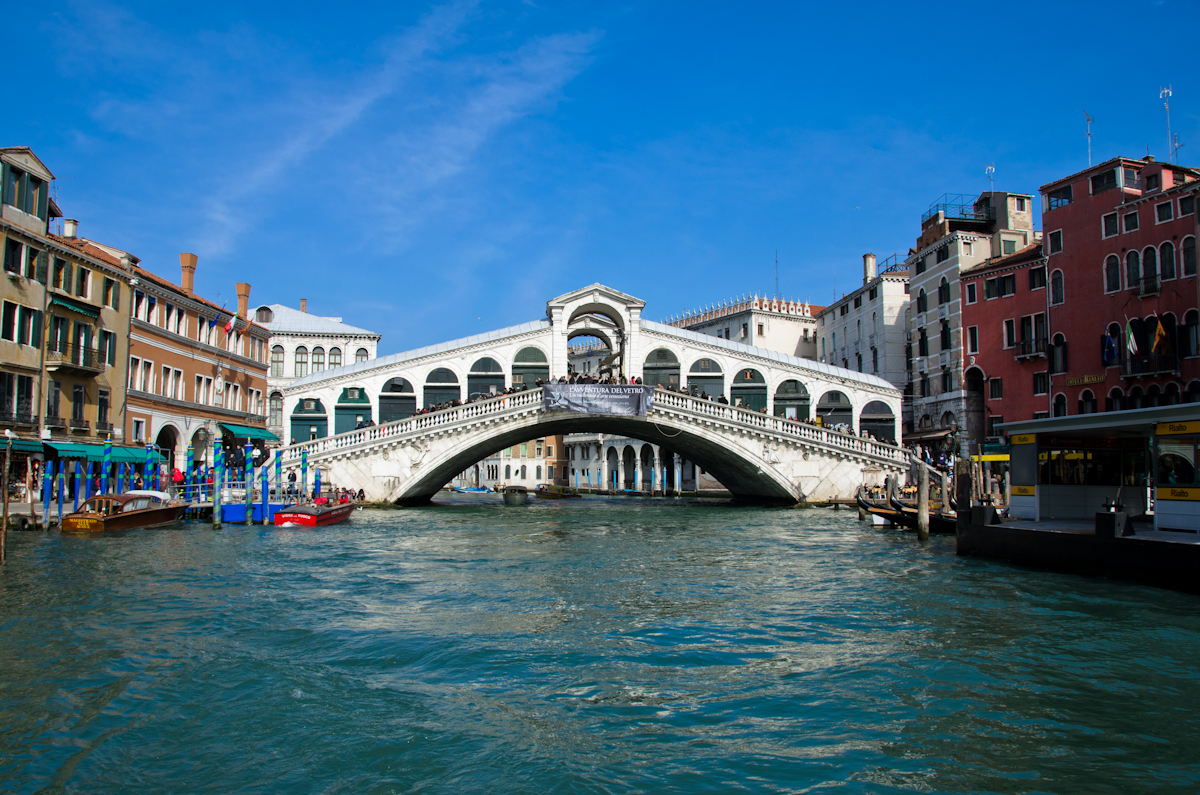
Cầu Rialto

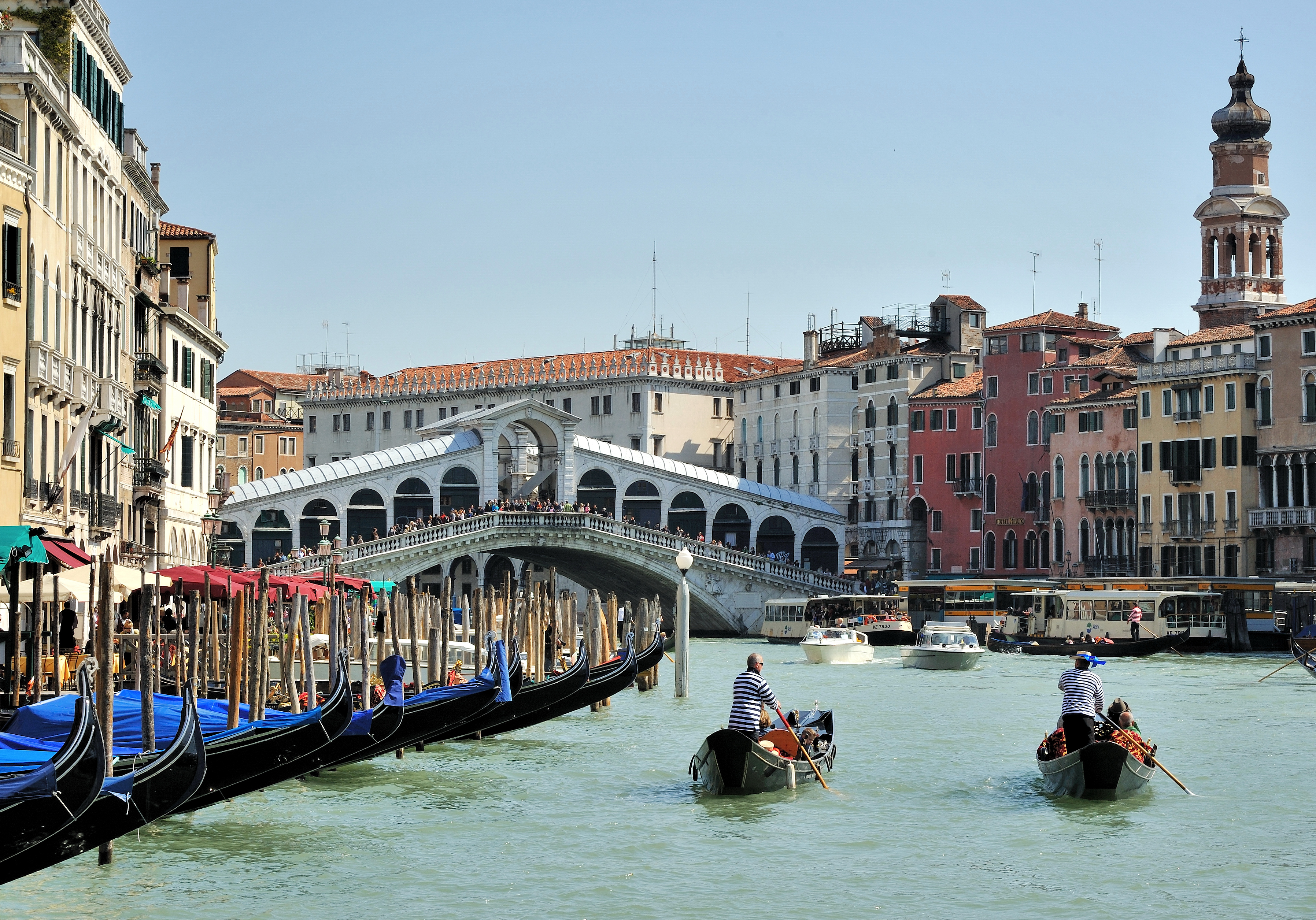

Cầu Rialto (tiếng Ý: Ponte di Rialto) tại Venezia là một trong các công trình xây dựng nổi tiếng nhất của thành phố. Cầu vòm bắc qua Kênh Lớn (Canal Grande) này chỉ có một nhịp dài 48 m, nằm cạnh Fondaco dei Tedeschi là trụ sở thương mại của các thương gia người Đức tại Venezia.
Vào khoảng năm 1100 vẫn còn chưa có chiếc cầu nào bắc ngang Kênh Lớn. Theo trong tác phẩm Chronica per extensum descripta của Andrea Dandolo, một chiếc cầu gỗ đã được xây năm 1246 dưới thời tổng trấn Renier Zen. Chiếc cầu bị hư hại nhiều lần do vật liệu xây dựng chóng hư hỏng hay do hỏa hoạn và mãi cho đến năm 1507 thì thành phố mới quyết định xây một chiếc cầu bằng gạch. Tiếp theo sau đó là một cuộc tranh luận kéo dài hàng chục năm về tài chính và hình dáng của chiếc cầu. Tuy rất nhiều kiến trúc sư nổi tiếng, trong đó có Michelangelo và Andrea Palladio, đã tham gia cuộc thi đua nhưng cuối cùng bản phác thảo chiếc cầu một nhịp của người kiến trúc sư ít nổi tiếng hơn là Antonio da Ponte đã được lựa chọn. Chiếc cầu cuối cùng được quyết định xây dựng năm 1588 và đến 1591 thì hoàn thành.